# Метод Фельденкрайза
Метод Фельденкрайза — двигательная практика, разработанная Моше Фельденкрайзом и ставящая целью развитие человека через осознавание себя в процессе работы над движением собственного тела. Метод Фельденкрайза называют также методом соматического обучения (англ. somatic education).

## Описание метода
Особенностью метода Фельденкрайза как двигательной практики является акцент на осознавании изменений, происходящих в человеке в процессе работы над движением, в противоположность освоению и совершенствованию каких-либо определённых форм движения. Занятия по методу Фельденкрайза чрезвычайно разнообразны в отношении форм движения, динамики, основного исходного положения, акцента на движении различных частей тела и взаимосвязях в теле.
Существуют две формы практики метода Фельденкрайза:
- Сознавание через движение (Awareness Through Movement, ATM) — групповые занятия, в которых ведущий, не демонстрируя движений, направляет действия занимающихся вербальными инструкциями. Ими также можно заниматься индивидуально, слушая записи уроков и самостоятельно выполняя описываемые действия.
- Функциональная интеграция (Functional Integration, FI) — индивидуальные невербальные сеансы, в которых движение занимающегося направляется движением практика. Сеансы функциональной интеграции проводятся, как правило, на специальной кушетке (вариант массажного стола) с применением особых подушек, валиков и других материалов, которые используются для поддержки положения тела и организации движения, а также как средство обратной связи для занимающегося.

В рекомендуемых стандартах практики Международной федерации метода Фельденкрайза утверждается, что метод не является медицинской, массажной или какой-либо другой терапевтической техникой, ни техникой bodywork. Однако в России и в некоторых других странах его иногда относят к методам телесно-ориентированной психотерапии, а также к методам альтернативной и комплементарной медицины.

## Стандарты практики
Международной федерацией метода Фельденкрайза установлены образовательные стандарты для практиков метода Фельденкрайза, согласно которым фельденкрайз-практик должен пройти базовое обучение по утверждённой программе (160 дней за 4-5 лет) и в дальнейшем регулярно повышать квалификацию.

## Оценка
Подробный мета-обзор клинических исследований, проведённый Министерством здравоохранения Австралии отметил, что очень небольшое количество рандомизированных клинических исследований метода Фельденкрайзa имеют достаточную доказательную базу; и особенно отметил крайне небольшие группы, использовавшиеся в клинических исследованиях. Этот обзор счёл только три клинических исследования относительно заслуживающими доверия. Это — исследование женщин с жалобами на боль в шее и плечах, возникшую в связи с условиями работы (Lundblad, et al., 1999); клиническое исследование людей с жалобами на боль в области поясницы (Smith et al., 2001) и клиническое исследование с группой пожилых людей, подверженных падениям (Vrantsidis, et al., 2009). Первое исследование показало, что метод Фельденкрайзa не более эффективен, чем бездействие в течение года или физиотерапия при жалобах на боль в шее и плечах; второе исследование также не показало эффективность метода Фенделькраза при болях в третьей части спины. Третье исследование (Vrantsidis, et al., 2009) показало, что все четыре стандартных показателя стабильности положения тела в пространстве улучшились при применении метода Фельденкрайза в сравнении с контрольной группой; однако группа испытуемых была слишком мала, чтобы делать статистически значимые выводы для 3 из этих 4 показателей. Обзор заключает, что сейчас нет достаточных данных, чтобы финансировать использование метода Фенделькрайза за счёт медицинских страховых программ в Австралии, и рекомендует проведение более качественных рандомизированных контролируемых исследований. То же исследование отмечает безопасность метода Фенделькрайза. Другие учёные также не предполагают наличие серьёзных рисков.